# روتردام اهوی
روتردام آهوی (انگلیسی: Rotterdam Ahoy) یک مجموعه سرپوشیده چندمنظوره و مرکز همایش در روتردام، هلند است.
این مجموعه که در سال ۱۹۷۱ تأسیس شده دارای یک مرکز همایش (۶۵۰ نفر)، سالن ورزشی (۱۶٫۴۲۶ نفر)، کلوب (۶۰۰۰ نفر) و سالن تئاتر (۴۰۰۰ نفر) می‌باشد.

## نگارخانه

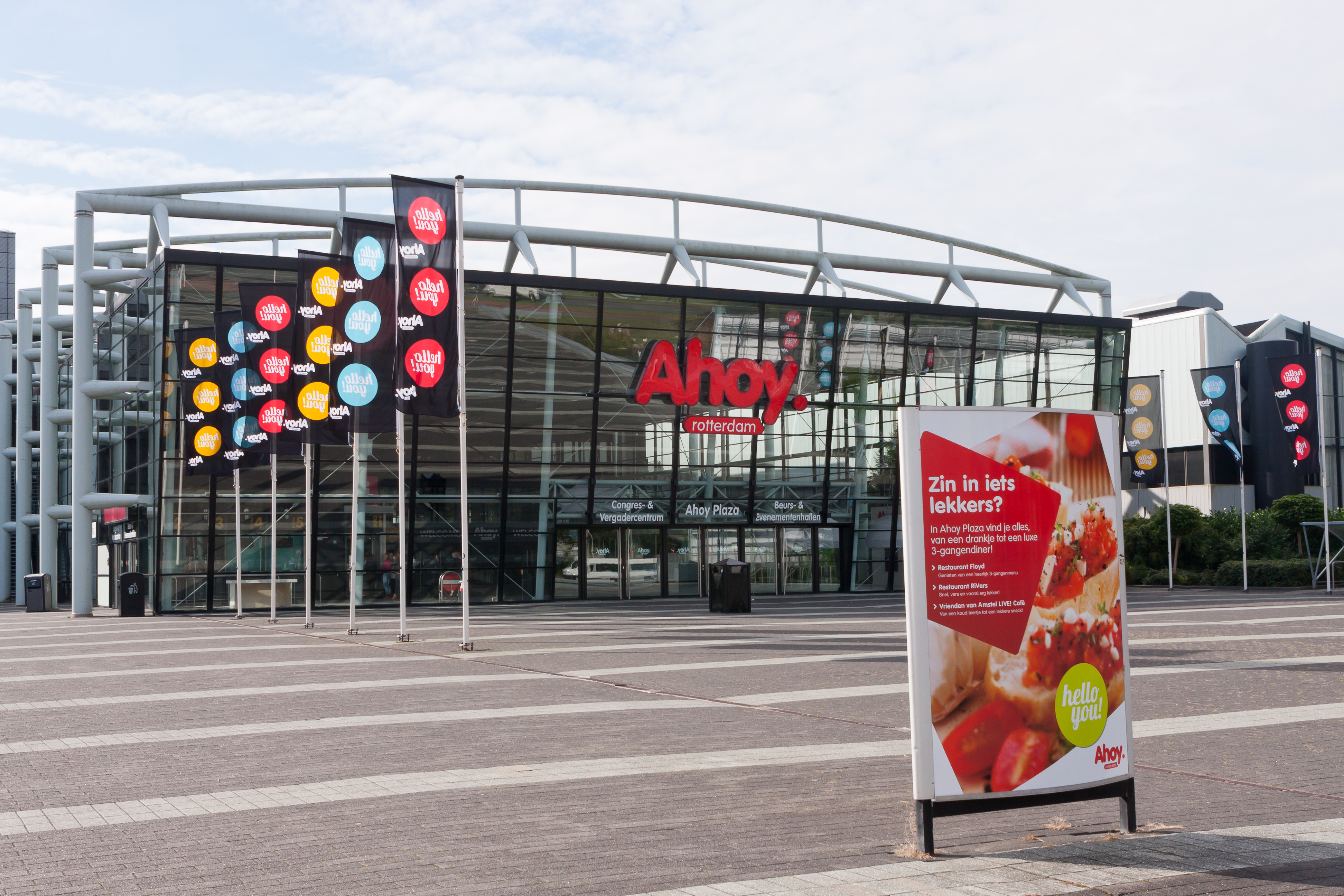
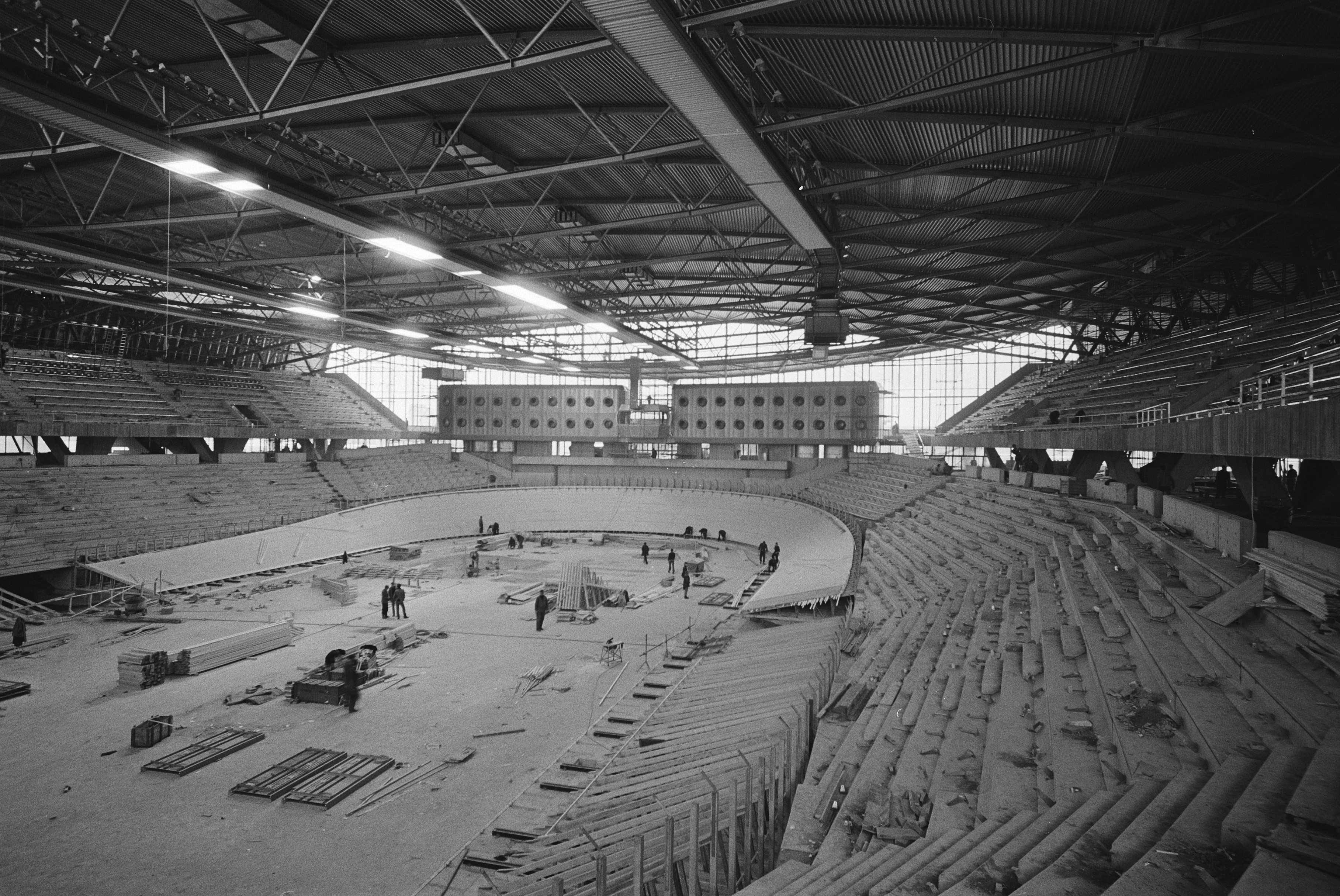
۱۹۷۰